# 신 시사무트
신 시사무트(크메르어: ស៊ីន ស៊ីសាមុត, 영어: Sinn Sisamouth, 1935년 8월 23일 ~ 1976년 6월 18일)는 캄보디아의 가수와 싱어송라이터이다.
1950년대부터 1970년대까지 "캄보디아 음악의 왕"이라는 별칭으로 불렸으며 로스 세레이 소티아(Ros Serey Sothea), 펜란(Pen Ran), 마오 사레트(Mao Sareth) 등과 함께 프놈펜에서 발전한 캄보디아 팝 음악의 일부를 형성했다. 1960년대부터 1970년대 사이에 리듬 앤 블루스, 로큰롤의 사운드와 캄보디아 전통 음악의 요소를 결합한 캄보디아 록을 만들기 위해 노력했지만 크메르 루주 정권 도중에 사망했다.